# فیجوا
فیجوآ یا فوجی درختچهٔ میوه‌داری از راستهٔ موردسانان (Myrtales)، تیرهٔ موردیان (Myrtaceae) است. این گیاه بومی ارتفاعات جنوب برزیل، شرق پاراگوئه، اروگوئه، شمال آرژانتین و کلمبیا است.
نام این میوه به صورت‌های فیجوا، فی‌جوآ، فی‌جوا و فیجووا هم نوشته می‌شود. آن را با نام فوجیا و فوجیبا نیز می‌شناسند. در ایران به‌طور محدود در استان‌های گیلان و مازندران کشت می‌شود.

## رشد و نگهداری
این گیاه یک گیاه گرم‌معتدل و زیراستوایی است که در منطقه استوایی نیز رشد خواهد کرد، اما نیاز به حداقل ۵۰ ساعت سرمای زمستانی برای تولید میوه دارد. می‌توان آن را از دانه رشد داد که در طول یکی دو سال اول رشد کندی دارد. باید توجه داشت که گیاهان جوان تحمل سرمای زیاد ندارند و به باد حساس‌اند.
بیشتر نهال‌های تولیدشده از بذر نامرغوب‌اند و برای بهبود کیفیت، آنها را پیوند می‌زنند. بعضی واریته‌ها خودبارورند اما بعضی برای گرده‌افشانی نیاز به حشرات دارند.
فیجوآ تا حدودی تحمل خشکسالی، شوری خاک و نیم‌سایه را دارد، هر چند این شرایط می‌توانند تولید میوه را کاهش دهند. آبیاری منظم برای میوه در حال رشد ضروری است.
این میوه از دهه ۱۹۲۰ به‌طور گسترده در نیوزیلند کشت شد و به یک درخت باغی و زینتی محبوب تبدیل شده‌است. معمولاً در فصل پاییز از مارس تا ژوئن میوه می‌دهد. در نیوزیلند، گرده افشان‌های این گیاه زنبورگرده، زنبور عسل، و پرندگان با اندازهٔ متوسط هستند.
در نیمکرهٔ شمالی، این گیاه در انگلستان و حتی تا غرب اسکاتلند کشت شده‌است؛ اما در چنین شرایطی هر سال میوه نمی‌دهد، چرا که دمای زمستان زیر ۹ـ درجه سانتی‌گراد جوانه‌های گل را می‌کشد. دمای تابستان بالاتر از ۳۲ درجه سانتی‌گراد نیز ممکن است تأثیر نامطلوبی بر تولید میوه داشته باشد.

## ویتامین‌ها
فیجوآ یک منبع خوب ویتامین ث (Vitamin C) است و ۲۳ درصد از حجم هر میوه آن را ویتامین ث تشکیل می‌دهد.

## خواص
مقاومت مناسب این میوه در برابر سرما زمینه مناسبی برای توسعه کشت در شمال کشور به خصوص در شهرستان‌های تالش و آستارا استان گیلان را فراهم کرده‌است.
این میوه در درمان گرفتگی شریان‌های قلب و گواتر ناشی از کمبود ید شناخته می‌شود.
این میوه مقادیر قابل توجهی ید ویتامین‌های پی وای و مواد سودمندی مانند کومارین سینکو مارین و متیل بنزوات می‌باشد.
میوه فوجیا به صورت خام و همچنین به صورت فرآوری‌شده مانند مربا شربت کمپوت و حتی شکلات مورد استفاده قرار می‌گیرد.
با توجه به سطح بالای استقبال مردم از آن تقریباً کمیاب بوده و به عنوان سوغات مناسبی به دیگر نقاط کشور نیز ارسال می‌شود.

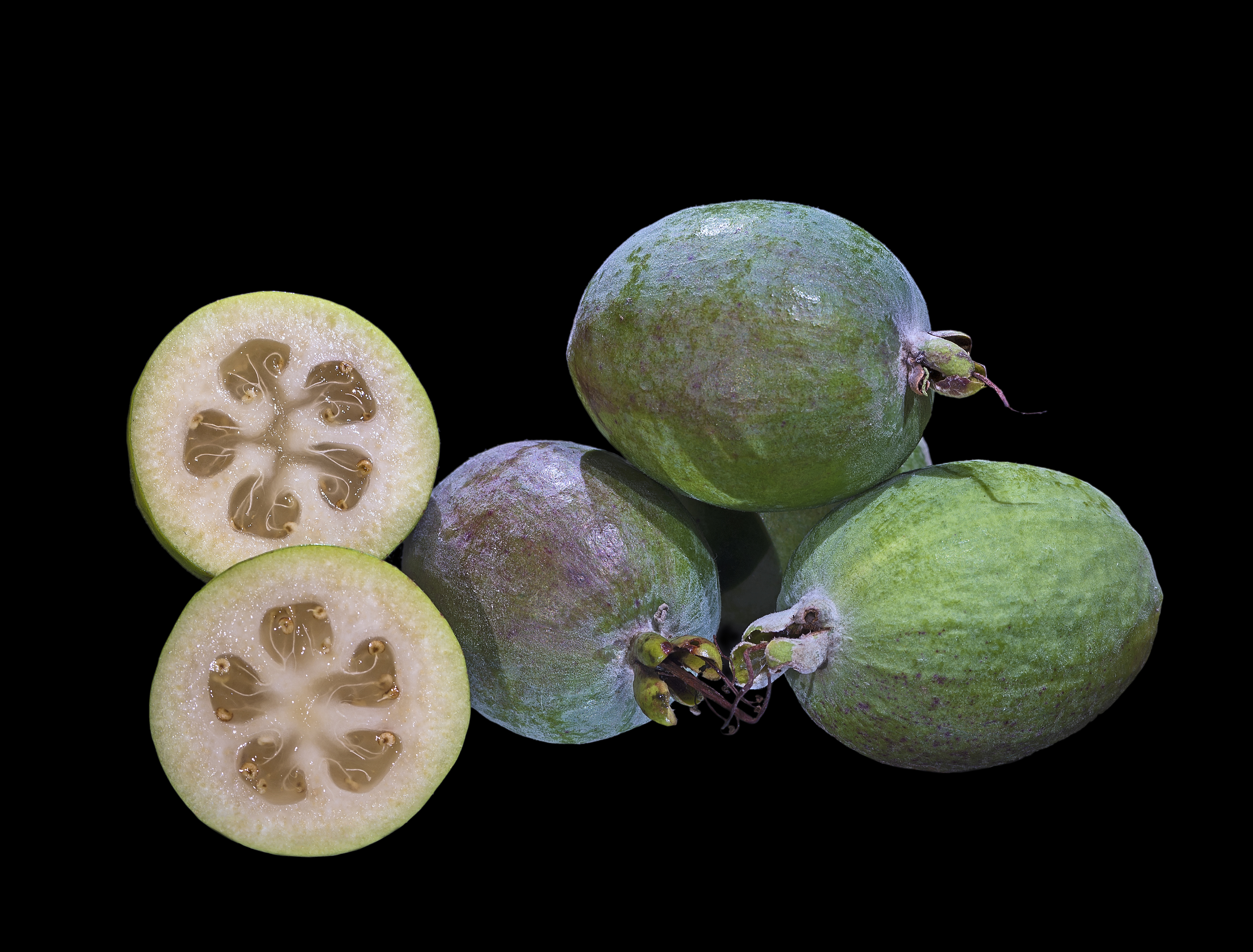
میوه فیجوا

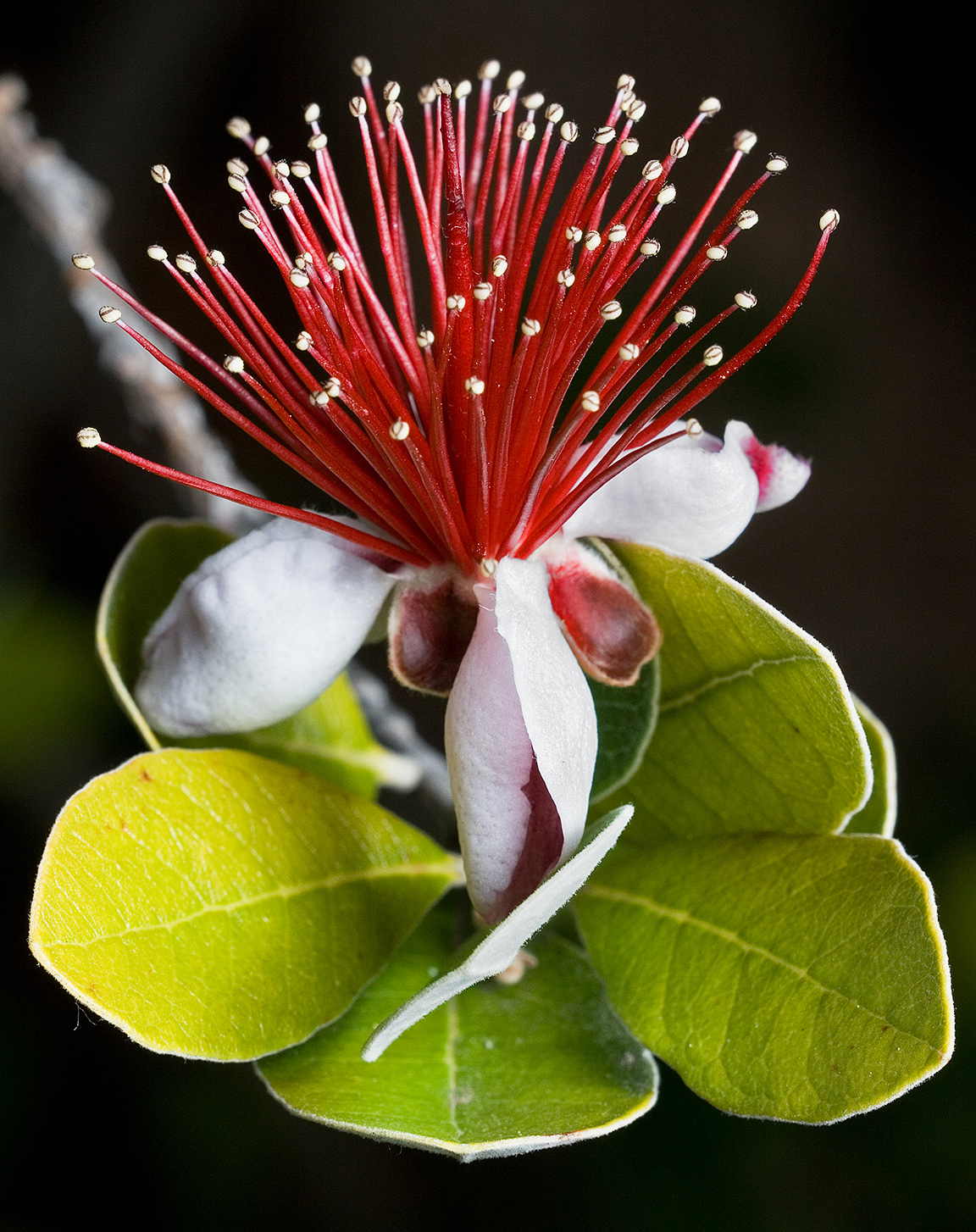
شکوفه فیجوا